# 朱諟鉠
西鄂安僖王朱諟鉠（1453年—1479年），明朝伊藩第一代西鄂王，伊安王朱勉塣第三子（庶子中排第二）。

## 生平
天順五年（1461年），獲賜名諟鉠。成化四年（1468年），封西鄂王。成化十五年（1479年），朱諟鉠去世，享年二十七歲，諡號安僖。

## 家庭

### 妻
- 妃李氏，冊為西鄂王妃[5]

### 子
- 嫡長子：西鄂恭靖王朱訏漈[6]
- 子：鎮國將軍朱訏潗[7]

## 註腳
1. ↑  《明實錄》、朱勉塣壙志作“鉠”，《明史》訛為“欽”。
2. 1 2  《大明英宗睿皇帝实录卷之三百二十七》
3. ↑  《大明宪宗纯皇帝实录卷之五十九》
4. ↑  《大明宪宗纯皇帝实录卷之一百九十》
5. ↑  《大明宪宗纯皇帝实录卷之二百一》
6. ↑  《大明宪宗纯皇帝实录卷之二百八》
7. ↑  《大明世宗肃皇帝实录卷之一百二十》

| 無 原因：明政府封之 | 明西鄂國國王 1468年－1479年 | 繼任者： 子恭靖王朱訏漈 |